# Neoeucirrhichthys
Neoeucirrhichthys is een monotypisch geslacht van straalvinnige vissen uit de familie van de modderkruipers (Cobitidae).

## Soort
- Neoeucirrhichthys maydelli Bănărescu & Nalbant, 1968